# Nanohyla annectens
Nanohyla annectens es una especie  de anfibio anuro de la familia Microhylidae. Es una rana endémica del sur de la península malaya en Malasia. Es una especie terrestre que habita en bosques montanos y premontanos entre los 1200 y los 1900 metros de altitud. Se reproduce en charcas temporales. Se considera que está amenazada de extinción debido a la pérdida y degradación de los bosques en los que vive en su reducida área de distribución.